# Saardom
Le Saardom (de Saar: Sarre, et Dom : dôme (église) de la Sarre ; nom complet : Ecclesia Parochialis Catholica Sacratissimi Sacramenti Dioecesis Treverensis : Église catholique paroissiale du Saint-Sacrement dans le diocèse de Trèves) à Dillingen en Allemagne, est l'un des plus grands édifices religieux de la Sarre. L'église appartient au diocèse de Trèves.
L'église est construite entre 1910 et 1913 sur les plans de l'architecte diocésain de Trèves Peter Marx (1871-1958), dans le style néo-roman. Les modèles qui ont inspiré le Saardom sont les tours de la cathédrale de Bamberg, les tours des cathédrales de Laon et de Naumburg, et la façade de la cathédrale de Metz,,,,,.

## Dimensions
Les dimensions sont les suivantes, :
- Longueur extérieure (avec porche) : 62,30 m
- Largeur extérieure du transept : 33,50 m
- Largeur de la façade principale : 23,50 m
- Hauteur de la tour de croisée : 33,00 m
- Hauteur de la tour est : 48,50 m
- Hauteur de la tour ouest : 50,00 m
- Largeur intérieure de la nef centrale: 10 m
- Hauteur intérieure des collatéraux : 6 m
- Hauteur intérieure de la nef centrale: 15 m
- Hauteur intérieure du dôme : 27 m

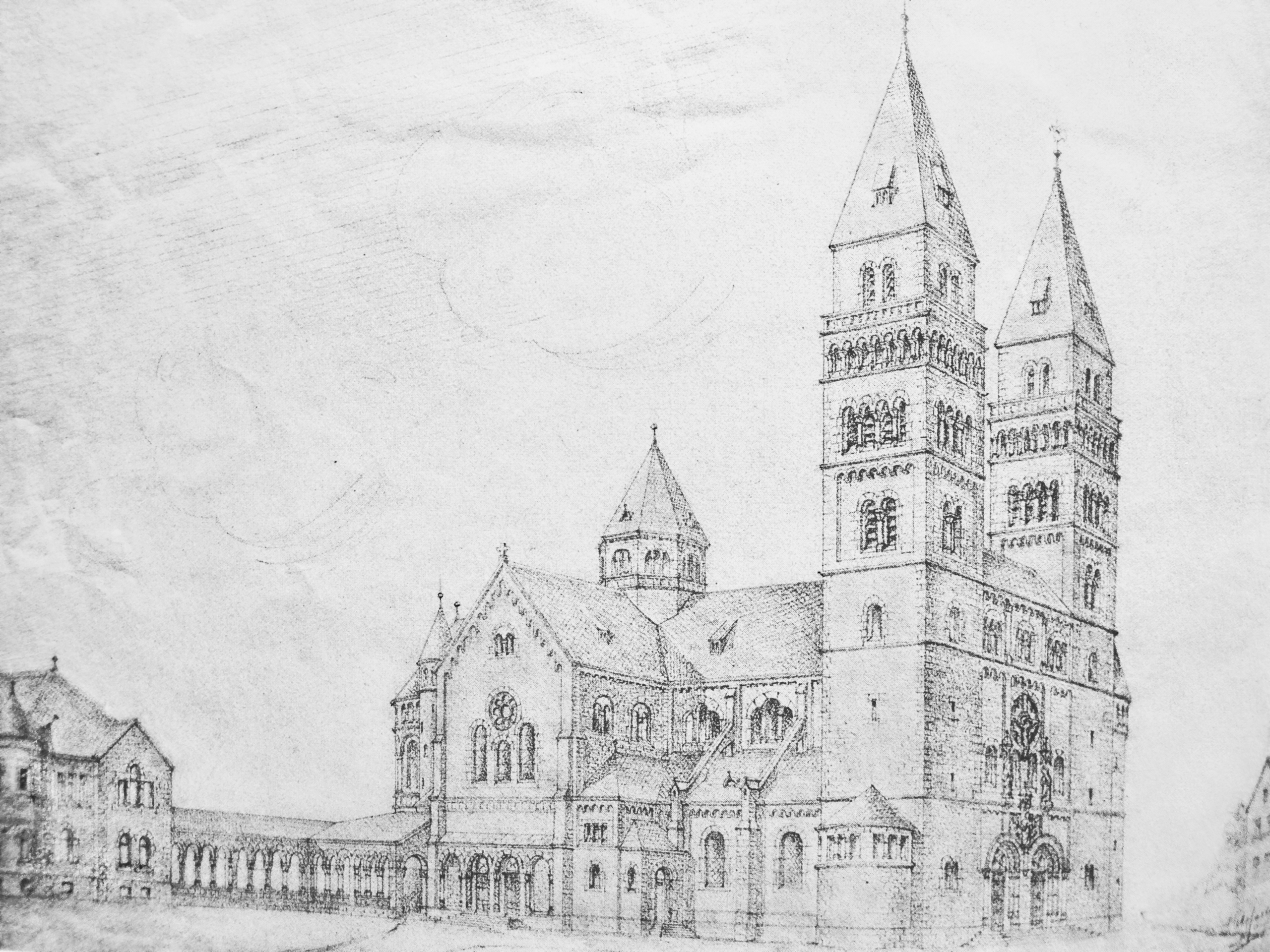
Avant-projet de l'architecte Wilhelm Hector (de) pour la construction du Saardom à partir de 1906.
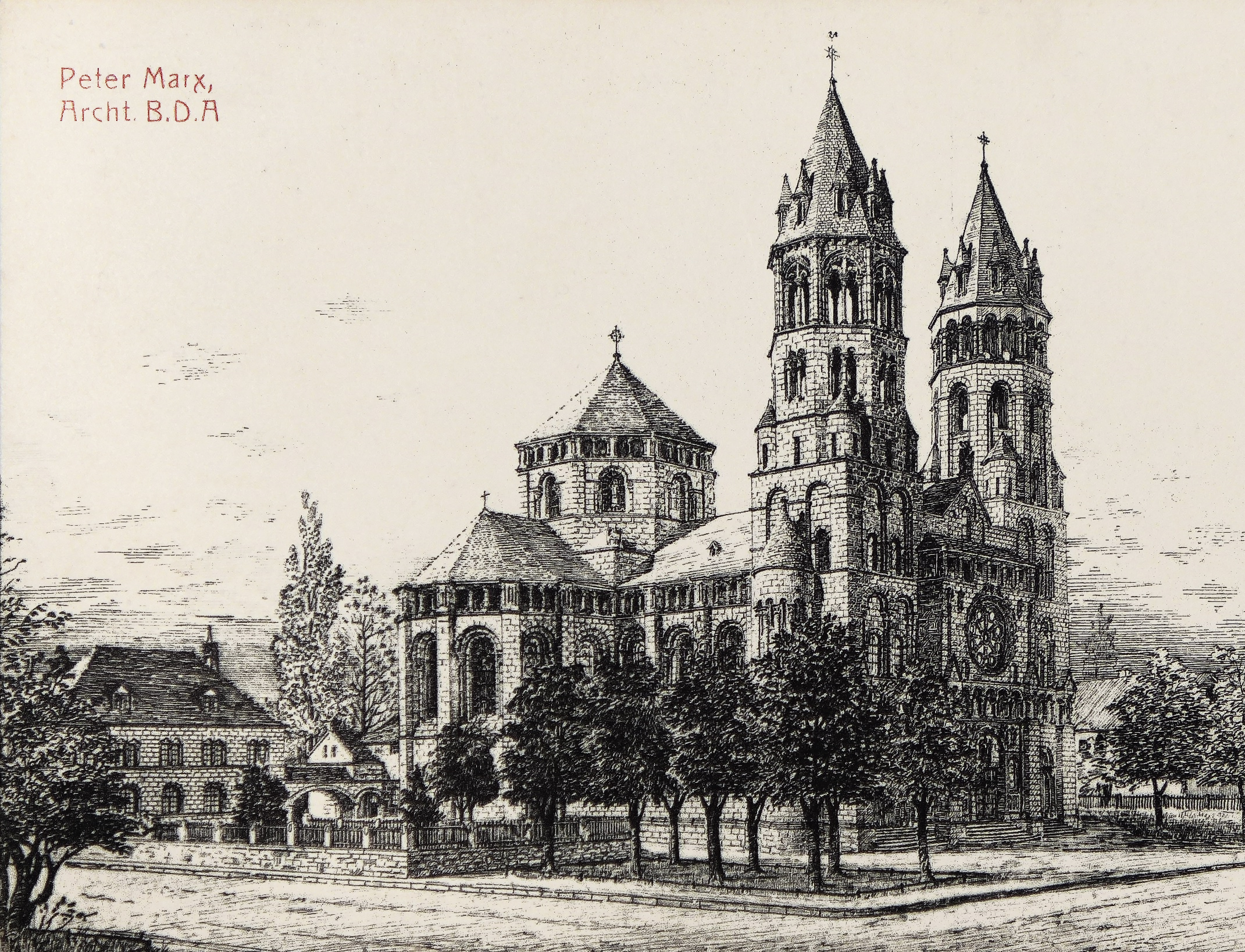
Avant-projet de l'architecte Peter Marx (de), 1911.
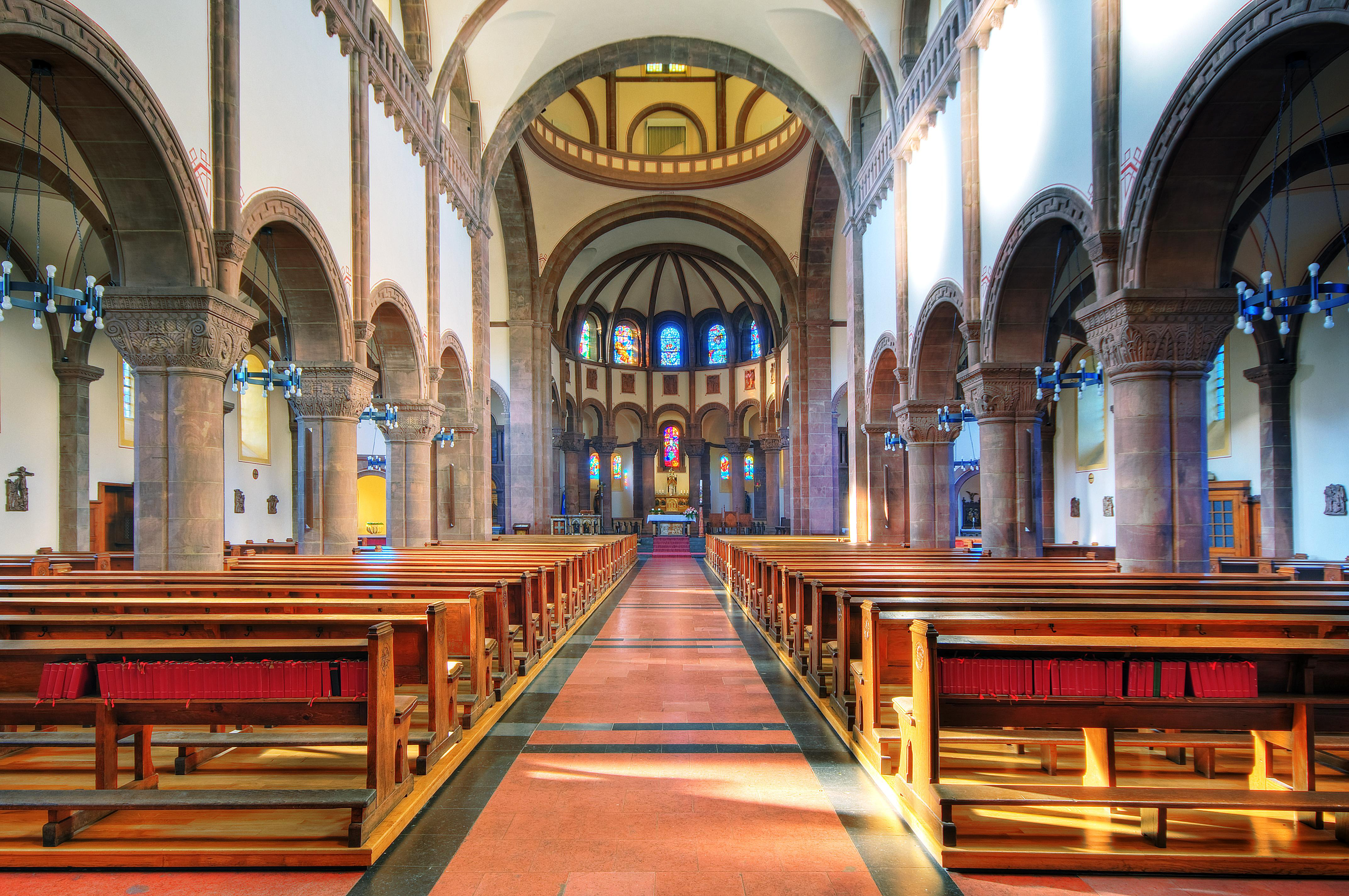
Intérieur.
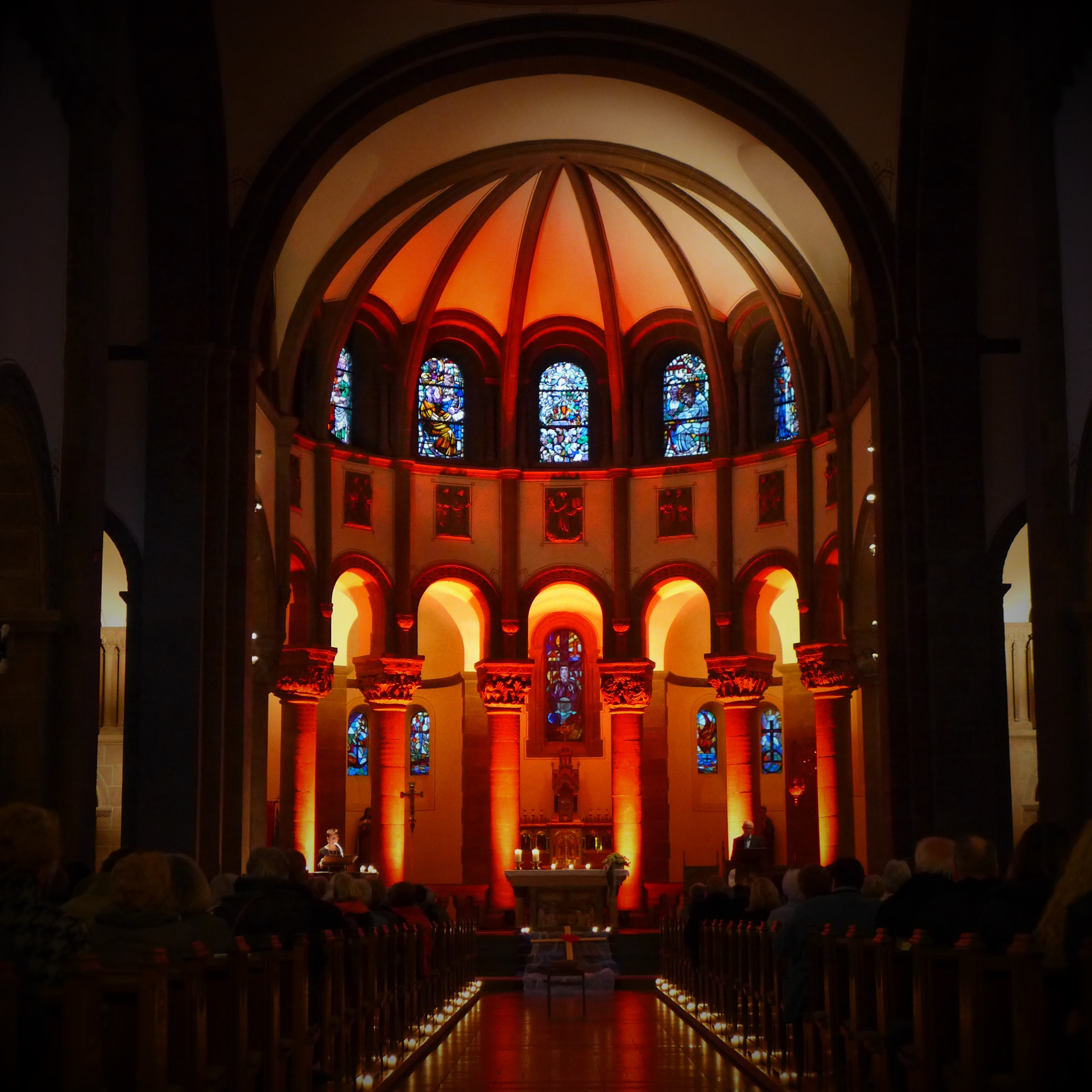
Abside.
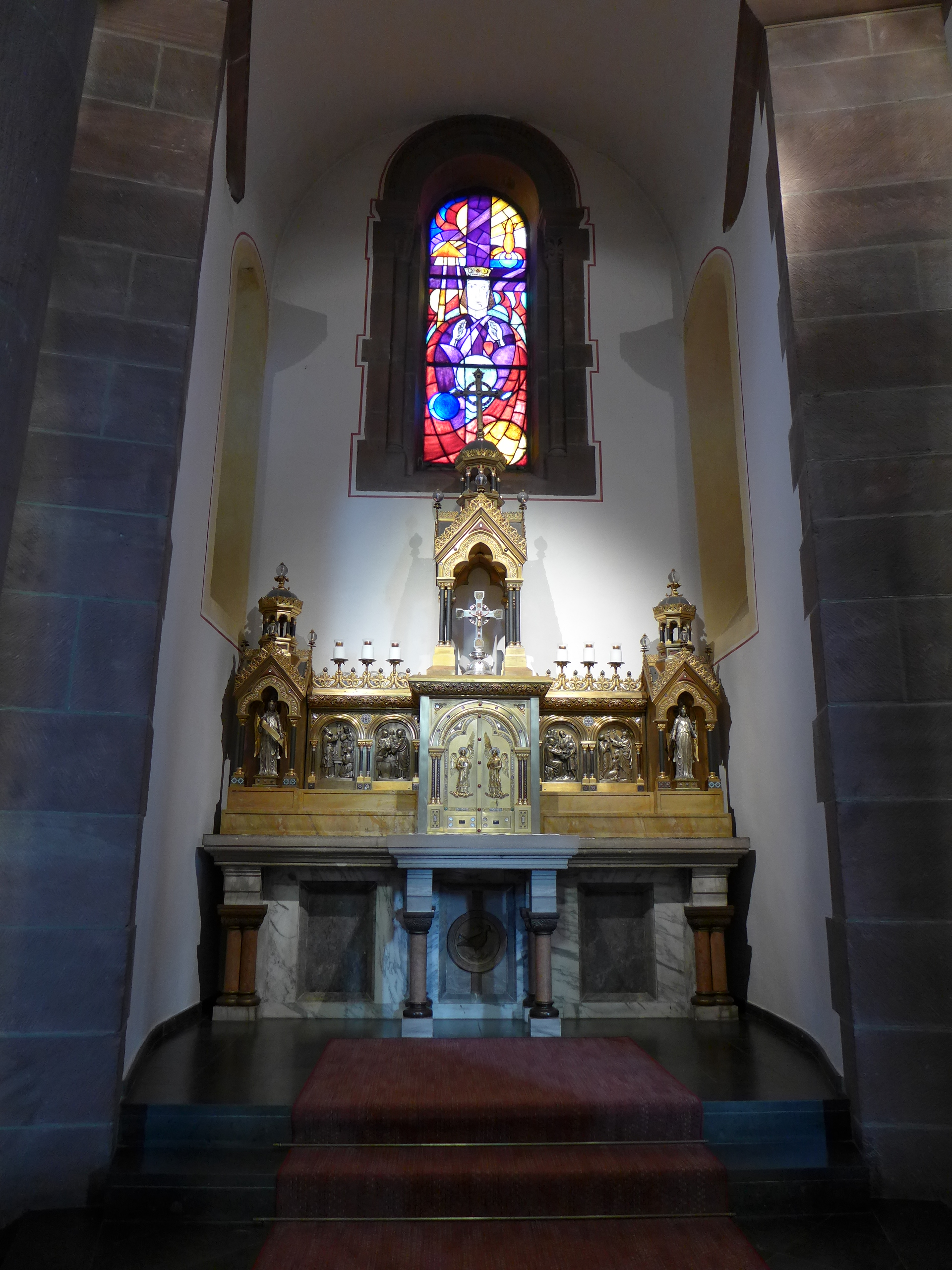
Maître-autel de la chapelle de la Sainte-Cène.
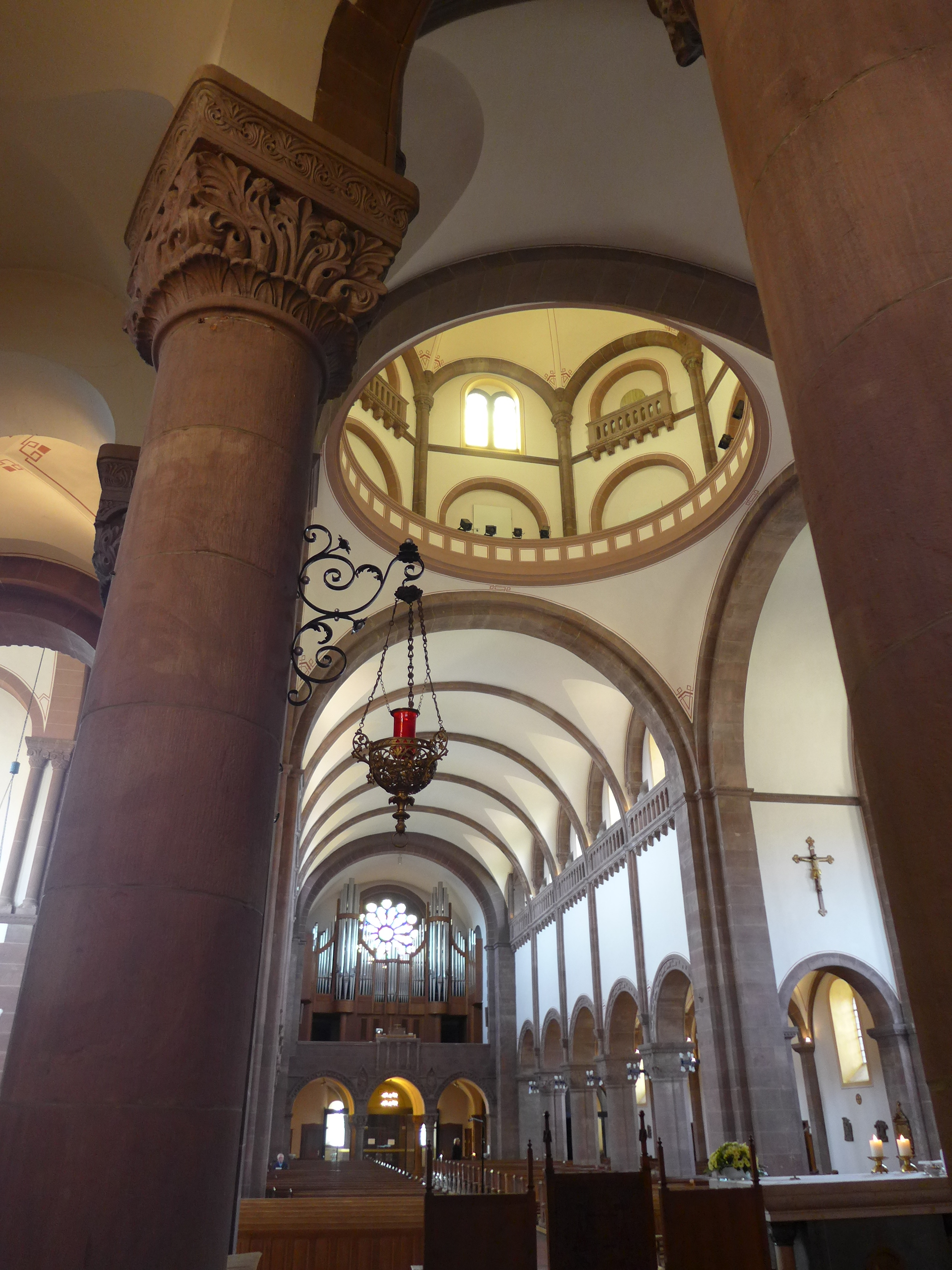
Vue du déambulatoire.
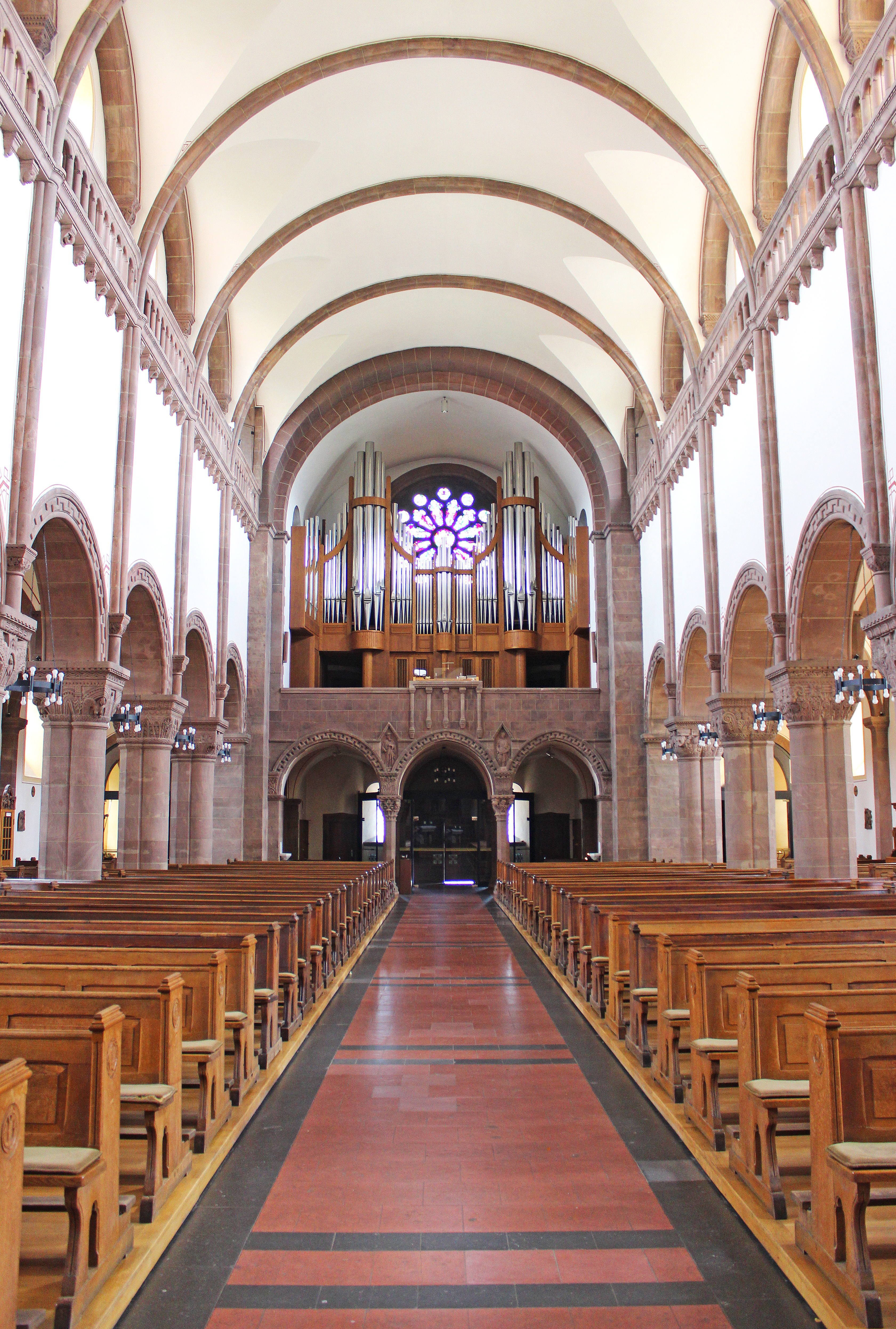
Galerie d'orgue.
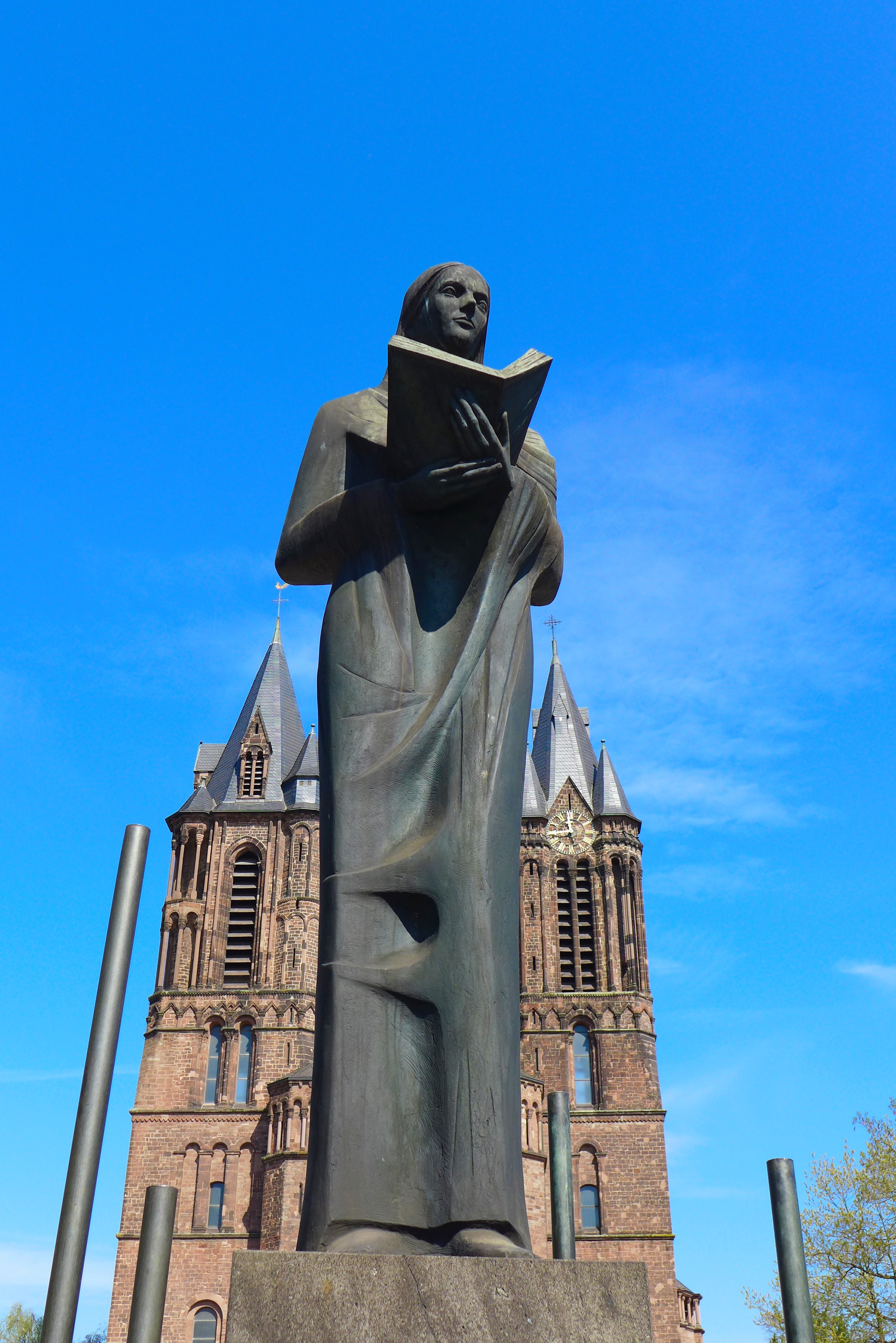
Statue d'Odile d'Alsace.
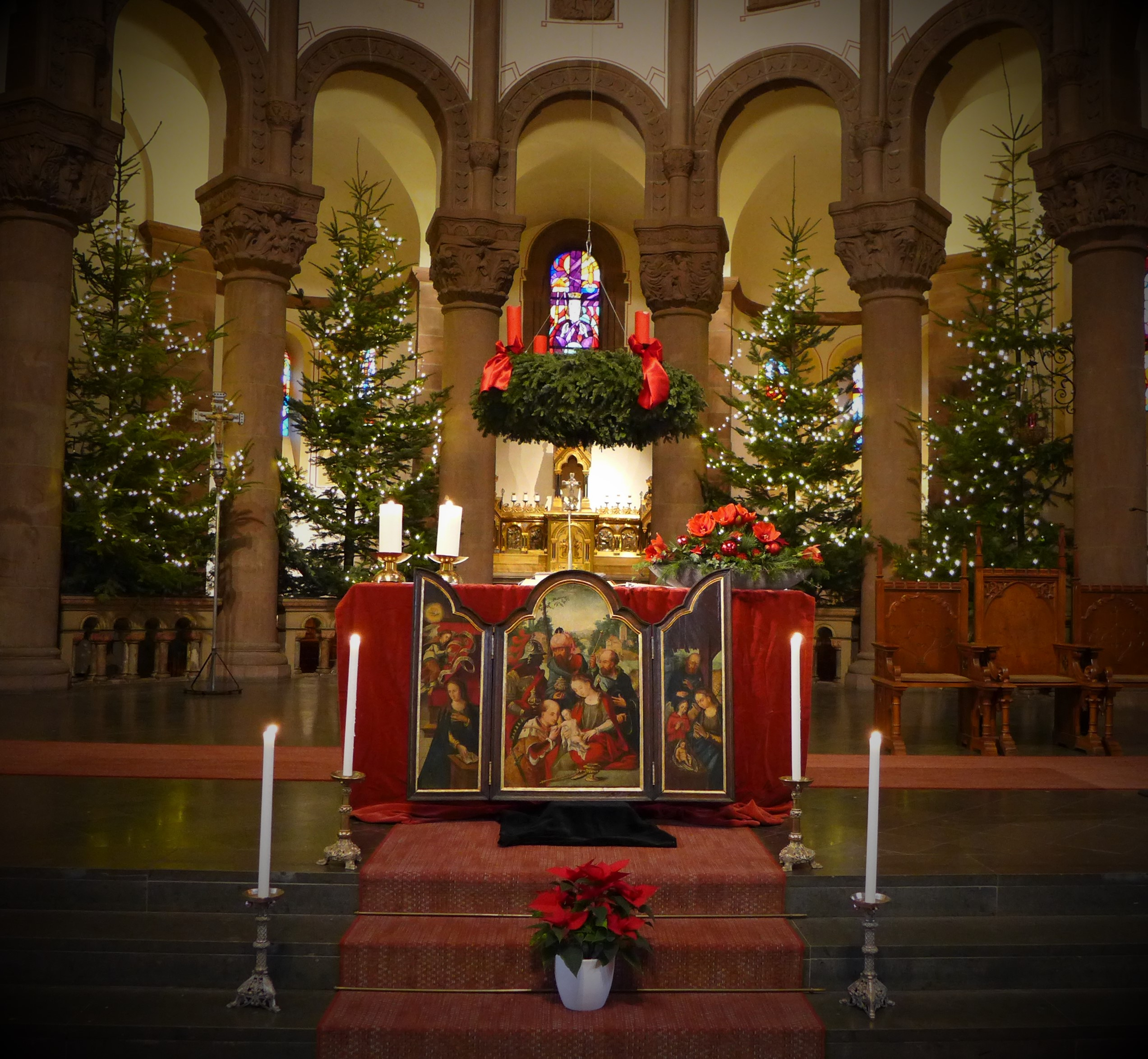
Présentation du Triptyque de Dillingen (de) (XVIe siècle) dans l'abside à l'occasion de Noël.
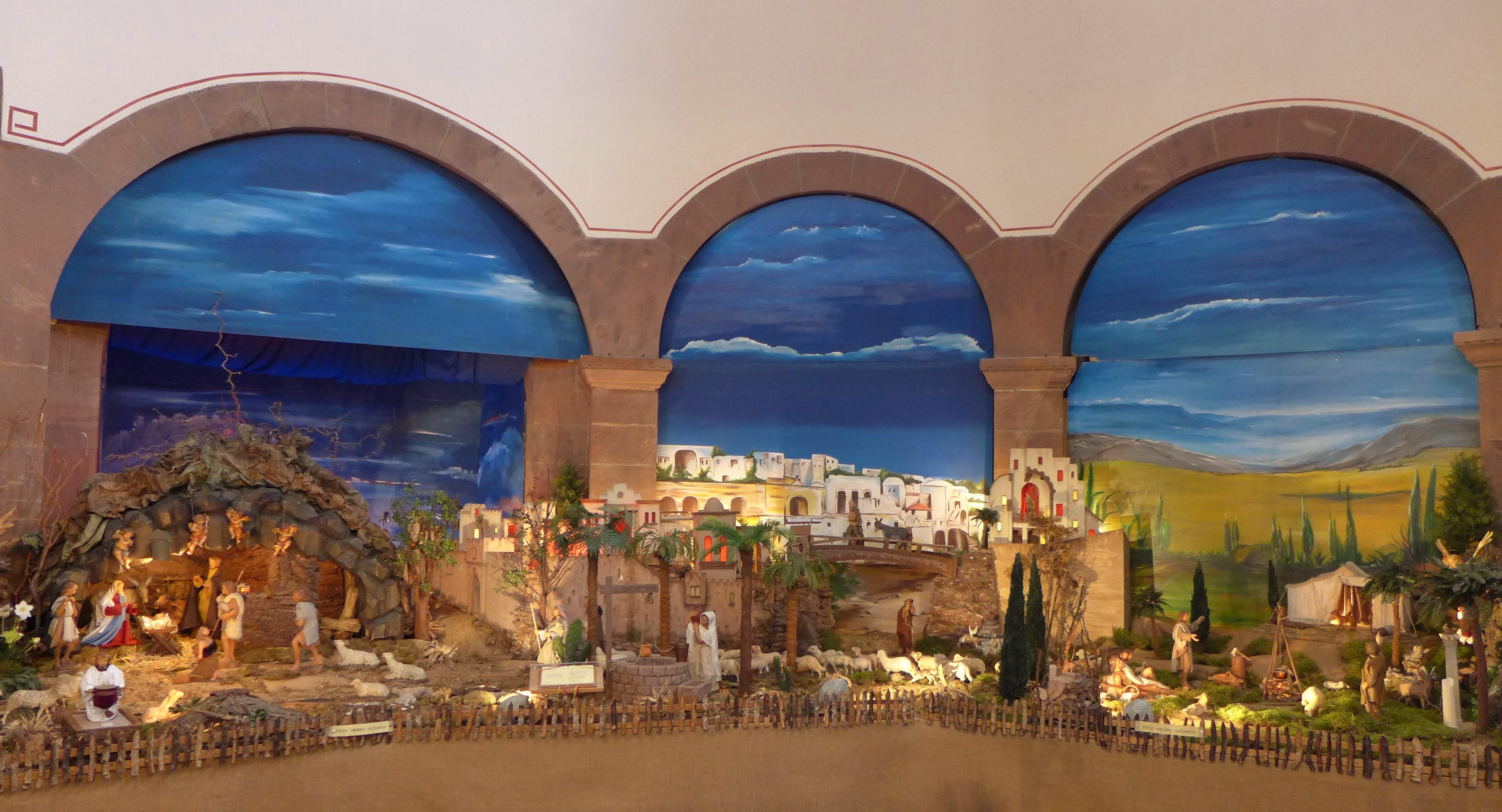
Crèche.

## Histoire

### Première Guerre mondiale
Dès la Première Guerre mondiale en 1917, quatre cloches en bronze sur cinq ont été fondues pour l'armement. Sept ans plus tard, en 1924, quatre cloches en acier moulé ont été installées, que l'on entend encore aujourd'hui,.

### Seconde Guerre mondiale
L'explosion d'un train de munitions à la gare de Dillingen en 1944 à la suite d'un raid aérien cause de graves dommages. Un char allemand, qui se tenait à côté du Saardom, attire les tirs américains : des voûtes se sont partiellement effondrées, des fenêtres sont détruites par les explosions, les grenades endommagent l'entrée principale. Le porche, la rosace et le fronton triangulaire sont détruits.

### Reconstruction
Après la fin des combats en mars 1945, les travaux commencent immédiatement. La fin de la restauration de l'église est célébrée à Pâques 1953.